# Liste des cantons de Mayotte
Les cantons de Mayotte sont les cantons du département d'outre-mer de Mayotte. Le chef-lieu de département est Mamoudzou.

## Liste des cantons de Mayotte

### Avant 2014
Les cantons étaient au nombre de 19, chaque canton correspondant à une des 17 communes de Mayotte, à l'exception de Mamoudzou qui était divisé en trois cantons depuis 1985 :
| Nom                     | Code Insee | Commune       |
| ----------------------- | ---------- | ------------- |
| Canton d'Acoua          | 97601      | Acoua         |
| Canton de Bandraboua    | 97602      | Bandraboua    |
| Canton de Bandrélé      | 97603      | Bandrele      |
| Canton de Bouéni        | 97604      | Bouéni        |
| Canton de Chiconi       | 97605      | Chiconi       |
| Canton de Chirongui     | 97606      | Chirongui     |
| Canton de Dembeni       | 97607      | Dembeni       |
| Canton de Dzaoudzi      | 97608      | Dzaoudzi      |
| Canton de Kani-Kéli     | 97609      | Kani-Kéli     |
| Canton de Koungou       | 97610      | Koungou       |
| Canton de Mamoudzou-I   | 97611      | Mamoudzou     |
| Canton de Mamoudzou-II  | 97611      | Mamoudzou     |
| Canton de Mamoudzou-III | 97611      | Mamoudzou     |
| Canton de Mtsamboro     | 97612      | Mtsamboro     |
| Canton de M'Tsangamouji | 97613      | M'Tsangamouji |
| Canton d'Ouangani       | 97614      | Ouangani      |
| Canton de Pamandzi      | 97615      | Pamandzi      |
| Canton de Sada          | 97616      | Sada          |
| Canton de Tsingoni      | 97617      | Tsingoni      |

### Depuis le redécoupage de 2014
À la suite de la loi du 17 mai 2013, un nouveau découpage cantonal est mis en place à Mayotte. Depuis les élections départementales de 2015, un binôme homme-femme est désormais élu dans chaque canton. Un décret en conseil d'État, paru le 13 février 2014, crée 13 nouveaux cantons :
| N° | Nom du canton | Bureau centralisateur | Population 2017 | Nombre de communes                     | Communes composant le canton |
| -- | ------------- | --------------------- | --------------- | -------------------------------------- | --- |
| 1  | Bandraboua    | Bandraboua            | 19 883          | fraction Bandraboua + fraction Koungou | 1° Dans la commune de Bandraboua, les villages suivants : Bandraboua, Dzoumogne, Bouyouni ; 2° Dans la commune de Koungou, les villages suivants : Longoni, Kangani, Trévani. |
| 2  | Bouéni        | Bouéni                | 15 056          | 2 + fraction Bandrele                  | 1° Les communes de Bouéni et de Kani-Kéli ; 2° Dans la commune de Bandrele, les villages suivants : Bambo Est, M'tsamoudou, Dapani.                                           |
| 3  | Dembeni       | Dembeni               | 22 770          | 1 + fraction Bandrele                  | 1° La commune de Dembeni ; 2° Dans la commune de Bandrele, les villages suivants : Bandrele, Hamouro, Nyambadao.                                                              |
| 4  | Dzaoudzi      | Dzaoudzi              | 17 831          | 1                                      | Dzaoudzi. |
| 5  | Koungou       | Koungou               | 23 129          | fraction Koungou                       | Dans la commune de Koungou, les villages suivants : Koungou, Majicavo-Koropa, Majicavo-Lamir.                                                                                 |
| 6  | Mamoudzou-1   | Mamoudzou             | 22 626          | fraction Mamoudzou                     | Dans la commune de Mamoudzou, les villages suivants : Passamainty, Tsoundzou 1, Tsoundzou 2, Vahibé.                                                                          |
| 7  | Mamoudzou-2   | Mamoudzou             | 25 620          | fraction Mamoudzou                     | Dans la commune de Mamoudzou, les villages suivants : Mtsapere et Kavani. |
| 8  | Mamoudzou-3   | Mamoudzou             | 23 191          | fraction Mamoudzou                     | Dans la commune de Mamoudzou, les villages suivants : Mamoudzou et Kaweni. |
| 9  | Mtsamboro     | Mtsamboro             | 16 030          | 2 + fraction Bandraboua                | 1° Les communes d'Acoua et de Mtsamboro. 2° Dans la commune de Bandraboua, les villages suivants : Handrema et Mtsangamboua.                                                  |
| 10 | Ouangani      | Ouangani              | 18 498          | 2                                      | Chiconi, Ouangani. |
| 11 | Pamandzi      | Pamandzi              | 11 442          | 1                                      | Pamandzi. |
| 12 | Sada          | Sada                  | 20 076          | 2                                      | Chirongui, Sada. |
| 13 | Tsingoni      | Tsingoni              | 20 366          | 2                                      | M'Tsangamouji, Tsingoni. |